# 도키 요리토
도키 요리토(일본어: 土岐 頼遠)는, 일본 가마쿠라 시대 말기부터 난보쿠초 시대에 걸쳐 활약한 무장으로, 미노 국(美濃国)의 슈고(守護)였다.

## 생애
도키 요리사다(土岐頼貞)의 7남으로 오토미 관(大富館)에서 태어났다. 어렸을 때의 이름은 도키 시치로(土岐七郎)라고 하였으며 아버지 요리사다의 히토이치바 관(一日市場館)으로 옮기지 않고 그대로 오토미 관을 이어받았다. 
형으로는 도지 전투(東寺の戦い)에서 이름을 날린 '아쿠겐타'(悪源太) 요리타다(頼直), 주청의 난(周請の乱)에서의 요리히라(頼衡) · 요리쓰라(頼連), 이요 슈고(伊予守護)가 된 요리키요(頼清) 등이 있고, 이복 동생으로 쇼추의 변(正中の変)에서의 요리카네(頼兼), 미노 3대 슈고가 된 요리아키라(頼明), 아케치 씨(明智氏)의 조상이 되는 나가야마 히데모토(長山頼基) 등이 있었다. 
'시치로'라는 통칭에서도 알 수 있듯 손윗형이 있음에도 일곱째 아들인 그가 요리사다 사후 도키 씨의 소료(總領)가 된 것은 그의 모계 쪽이 손윗형들보다 우위에 있었던 것이 한 원인으로 여겨진다. 
요리토는 아버지 요리사다과 함께, 처음에는 가마쿠라 바쿠후(鎌倉幕府)의 싯켄(執権) 호조 도쿠소케(北条得宗家), 로쿠하라 단다이(六波羅探題)를 섬겼다. 훗날 고다이고 천황(後醍醐天皇)에 호응하여 반가마쿠라측으로 결기하고, 훗날 아시카가 타카우지(足利尊氏)를 섬기며 각지를 전전한 무장이었고, 이른바 '바사라 다이묘'(婆娑羅大名)의 한 사람으로 알려져 있기도 하다.
엔겐(延元) 원년/겐무(建武) 3년(1336년)의 다타라하마 전투(多々良浜の戦い)에서는 기쿠치 다케토시(菊池武敏), 같은 해의 교토에서 닛타 요시사다(新田義貞), 랴쿠오(暦応) 원년(1338년)의 기타바타케 아키이에(北畠顕家)와의 아오노가하라 전투(青野原の戦い), 나아가 닛타 요시사다의 동생 와키야 요시스케(脇屋義助)와의 합전 등, 북조 - 아시카가측으로써 남조와의 수많은 합전에 참가한다. 
일본의 군키모노가타리 《태평기》(太平記)에 따르면, 요리토가 현지 미노에서 싸울 것을 주장하여 발발한 아오노가하라 전투에서, 아키이에가 이끄는 오슈의 '50만 기'라고도 불리던 대군을 상대로 아시카가측의 다른 부대가 모두 무너져 내리는 와중에도 요리토는 정병(精兵) 1천 기를 이끌고 귀신처럼 분전하였다고 한다. 
이 싸움에서 아시카가는 패전하고, 요리토도 일시행방불명되었다(후에 귀환). 그러나 이때의 기타바타케가 이끌던 오슈 군세가 입은 피해는 매우 컸고, 훗날의 아키이에의 진로 전환 · 패배의 원인이 되었다고도 한다(기타바타케 아키이에 항목 참조). 《태평기》 안에서 요리토의 무명(武名)은 높이 평가되고 있다.
랴쿠오 2년(1339년), 아버지 요리사다의 죽음으로 가독을 이어받고 도키 집안의 총령이 되었으며 미노의 슈고로 취임했다. 또한 자주 교토 방면으로 출병하게 되어 같은 해 도키 씨의 본거지를 도키 군의 히토이치바 관(쓰루가 성)에서 교토에 좀 더 가까운 아쓰미 군(厚見郡)으로 옮기고, 슈고쇼도 나가모리 성(長森城)으로 정했다.
랴쿠오 3년(1340년), 앞서 에치젠에서 패하여 미노의 네오 성(根尾城)에서 농성하고 있던 남조측의 와키야 요시스케를 9월 19일에 도키 요리야스 등과 함께 공격하여, 와키야 요시스케는 오와리로 달아났다. 이후로도 각지를 돌며 손꼽히는 무공을 세웠지만, 이로 인해 드높아진 자신의 이름을 믿고 오만방자하게 구는 일도 적지 않았으며, 결국 이것이 요리토의 발목을 잡게 된다. 

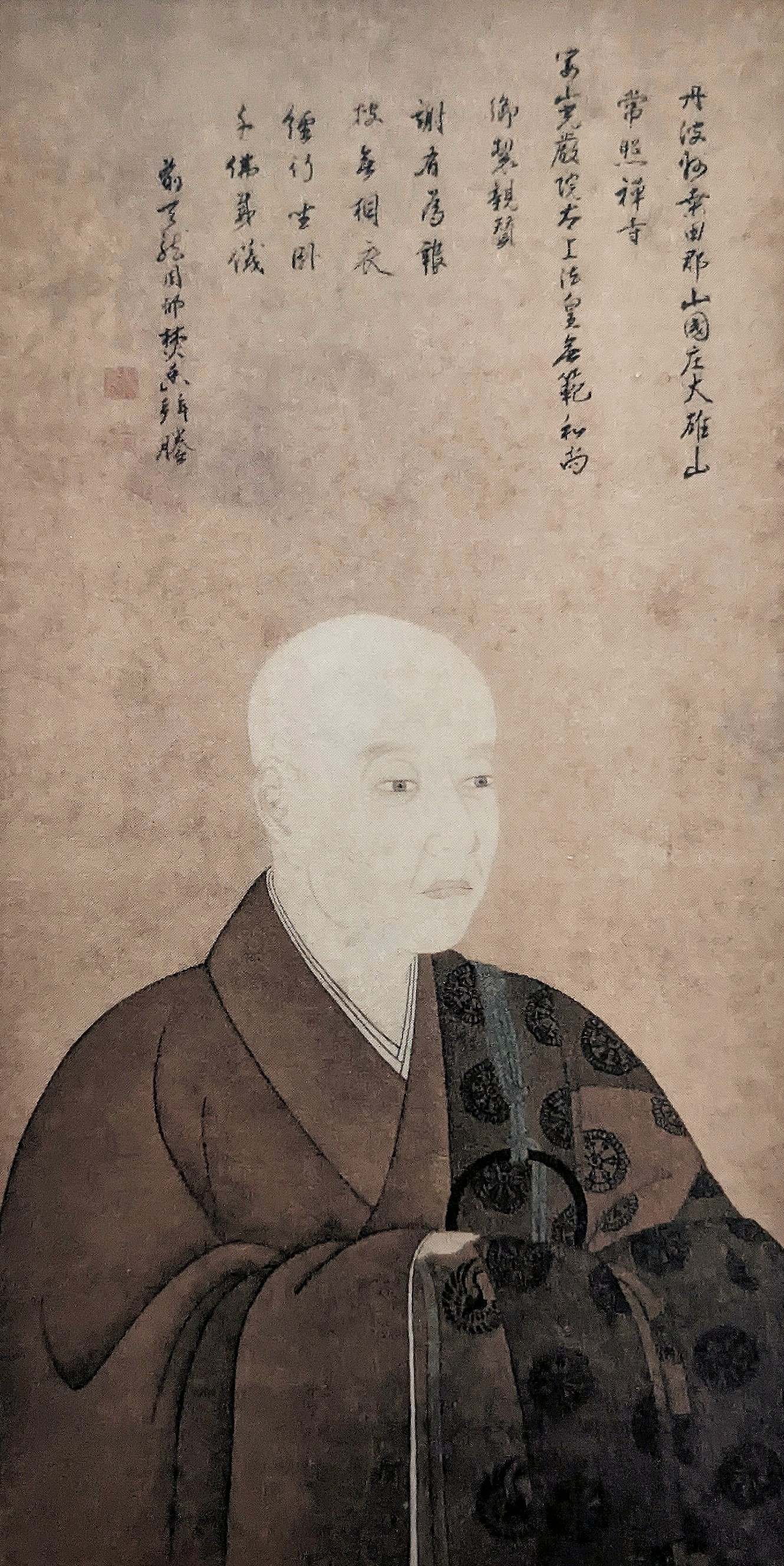
고곤인의 초상화. 양위한 천황을 가리켜 인(院)이라 부르며, 일본에서는 천황을 가리킬 때 천황 칭호보다 인 칭호가 더 많이 쓰였다.

고에이 원년(1342년) 9월 6일, 가사가게(笠懸)를 하고 돌아가던 요리토는 길에서 고곤인(光厳院)의 우차(牛車)와 맞닥뜨리게 되었다. 당연히 어가 행차를 호종하던 측에서 요리토를 향해 "인(院)의 행차요. 지금 이게 무슨 무례인가? 어서 썩 물러나시오"라며 길을 비킬 것을 요구하자, 술에 취해 있던 요리토는 "인인지 개(이누)인지 그딴 것 내가 알게 뭐냐? 개(이누)라면 활로 쏴 버려"(院と言うか。犬というか。犬ならば射ておけ)라며 수레를 발로 걷어차며(활로 쏘았다고도 한다) 난폭한 짓을 벌였다.
이를 알게 된 타카우지의 동생 아시카가 다다요시(足利直義)는 격노하여 요리토를 체포할 것을 명령했다. 요리토는 일단 미노로 도망쳐서 모반을 계획하였으나 실패하고, 다다요시와도 친분이 있던 선승 무소 소세키가 머무르던 린센지(臨川寺)로 도망쳐 목숨만 살려 줄 것을 호소하였다. 
또 각지에서도 앞서 막부를 도와 전공을 세운 요리토의 구명을 호소하는 목소리가 많았으나, 다다요시는 "국사(무소 소세키)를 봐서 요리토는 엄벌에 처하되 도키 씨의 자손은 (연좌하지 않고) 용서하겠다"라며 일축했고, 요리토는 임천사를 포위하고 있던 막부군에 연행되어 사무라이도코로노카미(侍所頭) 호소카와 요리우지(細川頼氏)에게 신병이 넘겨졌고 12월 1일에 교토의 로쿠조가와라 강변에서 처형되었다. 
바사라 다이묘 가운데는 정도의 차이는 있어도 조정 등 예로부터 내려오는 권위를 깔보고 업신여기는 풍조가 있었다. 하지만 다다요시에게 있어서 고곤인의 존재란 형 타카우지를 세이이타이쇼군(征夷大将軍)로 임명해 준 고묘 천황(光明天皇)의 즉위에 대의명분을 제공, 보장해 주는 권위(치천의 군)였고, 그걸 깔보고 뒤흔드는 행위를 용인한다는 것은 바쿠후의 정통성 그 자체를 부정하는 것으로 이어지게 된다고 생각하고 있었다. 그러므로 형과 바쿠후의 정통성을 지키기 위해서도 고곤인의 권위는 공신(功臣)의 목숨과 맞바꾸어서라도 지켜져야 하는 필수적인 것이었다. 
당대의 고명한 선승(禪僧) 무소 소세키에 따르면, 요리토는 주위에서 그 군사적 재능을 인정받고 있었고, 처형되기 직전까지도 요리토의 목숨을 구명해 줄 것을 호소하는 탄원의 목소리가 계속해서 오르고 있었다고 한다.
실제로 9월에 벌어진 사건임에도 석 달 동안이나 처벌이 지연된 것은 그런 분위기를 뒷받침한다는 견해가 있다. 요리토가 세운 그 숱한 전공들이 바쿠후의 존속에 보탬이 되었음을 인정받고 있었기에, 본래라면 요리토의 행위로 인해 아예 단절당했어도 이상할 것이 없었던 도키 집안은 존속을 허락받았고 가독은 조카 요리야스에게 이어지게 되었다는 것이다. 
요리토의 자식들은 미쓰아키라(光明) 등 아홉 명이 있었는데, 각각을 시조로 하는 집안들이 있어 모토스 군(本巣郡) · 야마가타 군(山県郡) · 후와 군(不破郡)으로 옮겨가서 그곳에 토착했다고 전해진다.
무장으로서의 활약이 많지만 문화인으로서의 측면도 있어, 《신센자이와카슈》(新千載和歌集)・《신슈이와카슈》(新拾遺和歌集)・《신고슈이와카슈》(新後拾遺和歌集)에 요리토가 읊었다는 와카가 실려 있다. 또 아버지 요리사다와 함께 사찰을 세우고자 발원하면서 무소 소세키를 미노로 초청하여 가모 군(加茂郡)에 묘라쿠지(妙楽寺) · 도코지(東光寺)를 창건했다.
법명은 승선사각연대오대거사(乗船寺覚然大悟大居士). 일본 기후 현 기후 시의 데지카라오 신사(手力雄神社)에 있는 보협인탑(宝篋印塔)이 도키 요리토의 무덤이라 알려져 있다.

## 이미지

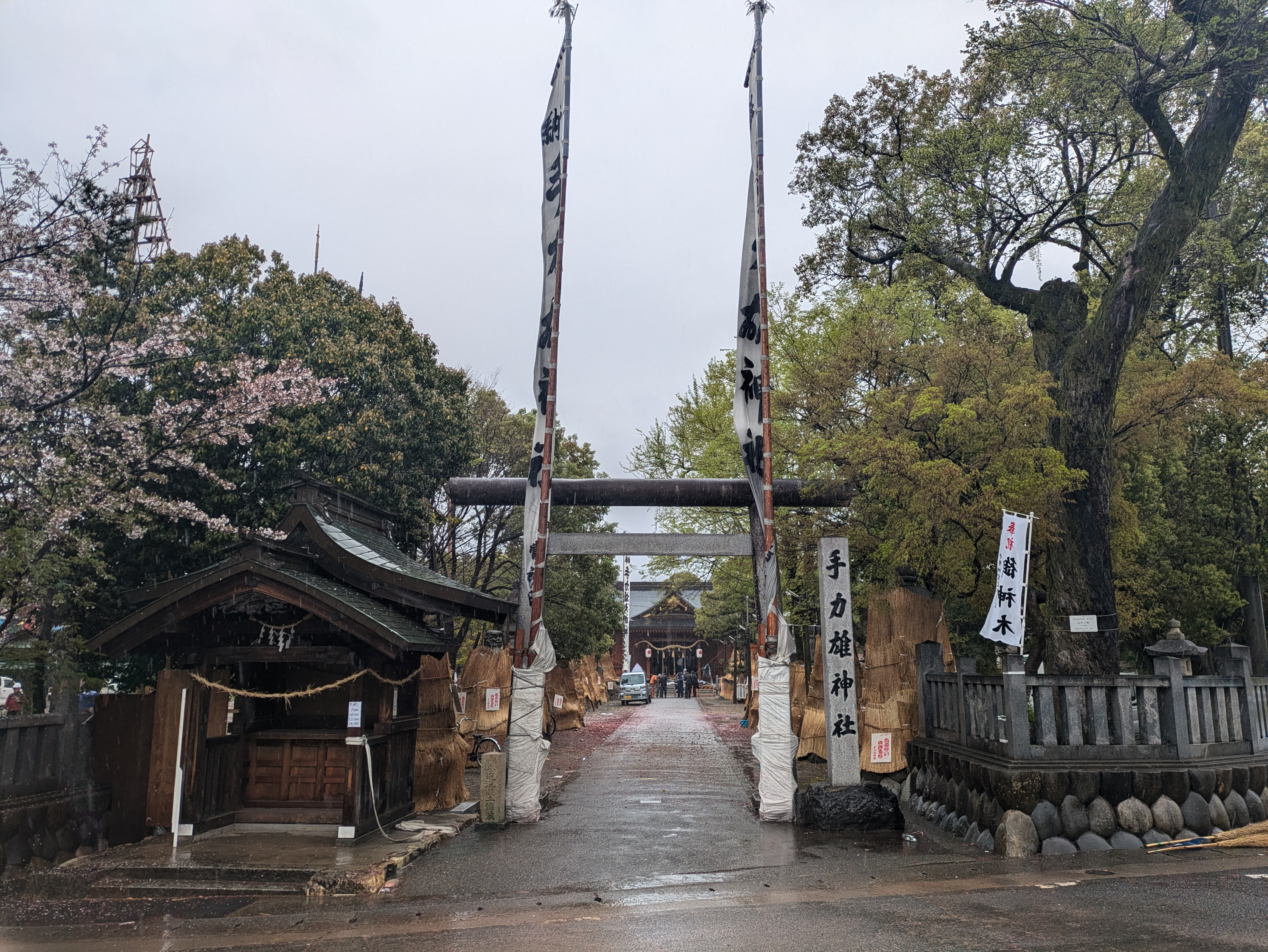
기후 시 소재 데지카라오 신사의 도리이(기후현 기후시 쿠라마에 6-8-22)
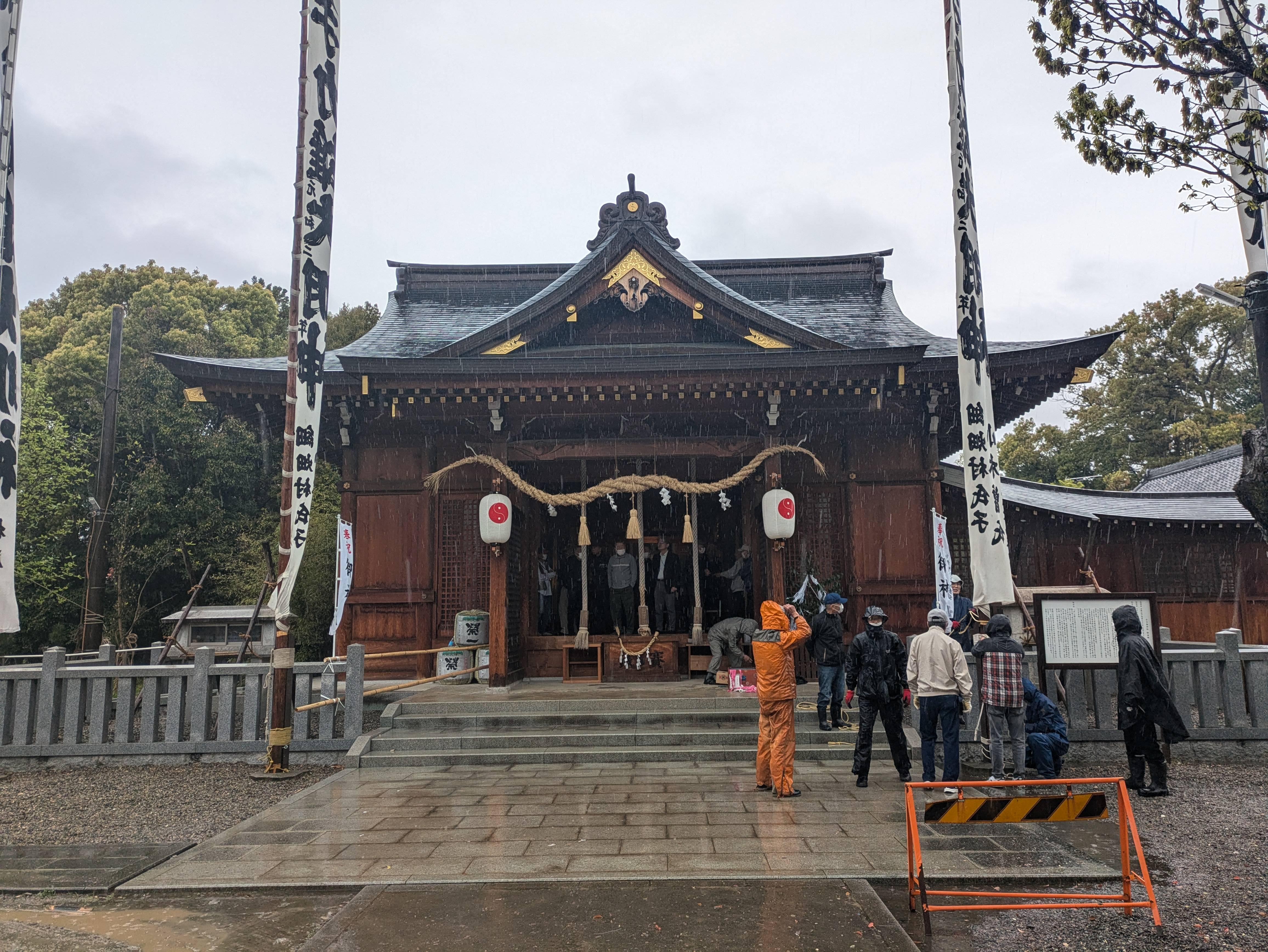
데지카라오 신사 경내
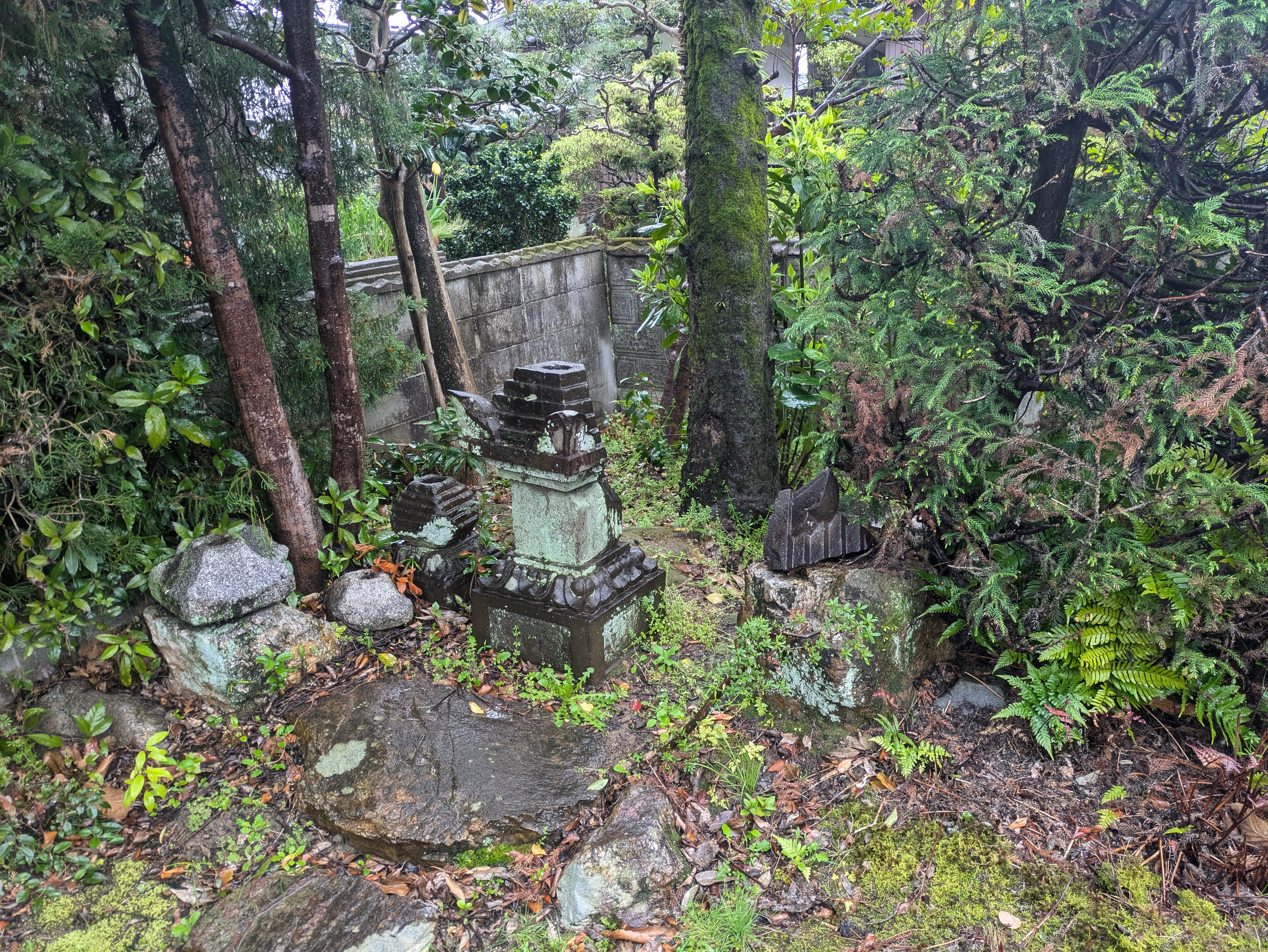
전(傳) 도키 요리토의 보협인탑. 데지카라오 신사 부지 안에 소재하고 있으며, 인근 논에서 발견했다고 전해진다. 설명판은 따로 존재하지 않는다.

## 관련 작품
소설
- 아베 류타로(安部龍太郞) '난폭하도다'(狼藉なり) - 분케이슌주(文藝春秋) 《무로마치 하나덴》(室町花伝)/분춘 문고(文春文庫) 《바사라 장군》(バサラ将軍) 수록, 1995년.

TV드라마
- 《태평기》(1991년 NHK 대하드라마 ) : 시모모토 시로(下元史朗)

만화
- 《도망을 잘 치는 도련님》 - 보통 인간을 초월한 거대한 체구로 그려져 있으며, 부하 잡병들을 마구 집어던져서 흩어 놓는다. 앞에서 언급한 고곤인에 대한 난폭한 짓거리도 본작에 묘사되어 있는데, 다이토쿠오지 성 전투 에서 호조 도키유키가 쏜 활에 어깨를 맞은 후유증으로 팔이 움직이기 어려워지면서 발생한 우울증이 고곤인에 대한 난폭행위의 원인으로 각색되어 있다.

## 참고 문헌
- 『室町幕府守護職家事典（下）』今谷明・藤枝文忠編新人物往来社、1988年。
- 『国史大辞典 7 や - わ』国史大辞典編集委員会編吉川弘文館、1993年。
- 『日本古代中世人名辞典』平野邦雄、瀬野精一郎編吉川弘文館、2006年。
- 『土岐市史 1 (原始時代-関ケ原合戦)』　第九編　南北朝時代　第五章　土岐頼遠の武功　p283～p301　土岐市史編纂委員会編　1970年
- 『瑞浪市史　歴史編』　第四編　中世　第一章　鎌倉時代の郷土　第三節　南北朝の郷土勢　三　土岐頼貞と二代頼遠　p295～p306　瑞浪市　昭和49年